# شهرستان ترکسیب
شهرستان ترکسیب (به قزاقی: Turksib District) یک منطقهٔ مسکونی در قزاقستان است که در آلماتی واقع شده‌است. شهرستان ترکسیب ۲۳۵٬۳۵۷ نفر جمعیت دارد.